# 武装反乱軍
武装反乱軍（ぶそうはんらんぐん、スペイン語: Fuerzas Armadas Rebeldes、略称FAR）は、1960年代に活動していたグアテマラのゲリラ組織。
FARの活動で最も有名なものは、1968年に発生した駐グアテマラ米大使ジョン・ゴードン・メインの殺害および、同年の米軍事顧問ジョン・ウェッバーとアーネスト・マンローの両大佐の殺害であるが、後者は実際にはグアテマラ労働党党首レオナルド・カスティージョ・ホンソンの指揮下でなされたものだった。
1970年にはグアテマラの外務大臣アルベルト・フエンテスを誘拐したが、学生運動の指導者との交換ですぐ釈放されている。